# Yūji Hironaga
Yūji Hironaga (jap. 廣長 優志, Hironaga Yūji; * 25. Juli 1975 in der Präfektur Osaka) ist ein ehemaliger japanischer Fußballspieler.

## Laufbahn
Hironaga spielte in der Fußballmannschaft der Tōin-Gakuen-Oberschule und wurde nach seinem Schulabschluss vom damaligen Titelhalter Verdy Kawasaki unter Vertrag genommen. 1998 spielte er für Gamba Osaka, kehrte aber nach einem Jahr wieder zu seinem früheren nun Tokyo Verdy genannten Verein zurück. 2002 kam er zum Zweitligisten Yokohama FC und beendete seine Karriere 2004 bei Cerezo Osaka.
Mit der japanischen Nationalmannschaft qualifizierte er sich für die Olympischen Sommerspiele 1996.

## Errungene Titel
- J. League: 1994
- Kaiserpokal: 1996
- J. League Cup: 1994